# Ottone Visconti

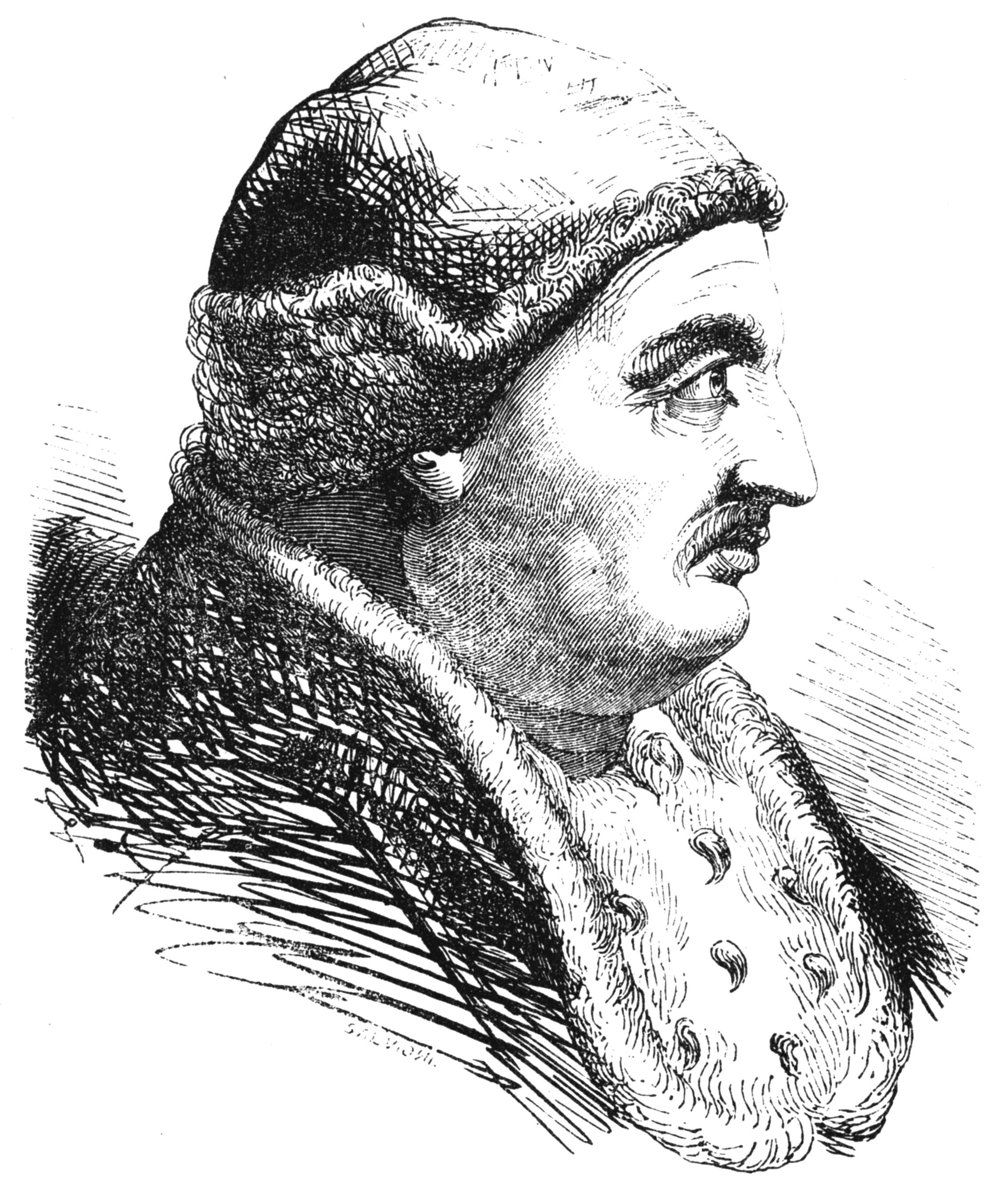
Ottone Visconti, nicht zeitgenössische Darstellung (um 1858)

Ottone Visconti (* 1207 in Invorio bei Novara; † 8. August 1295 in Mailand) war Erzbischof von Mailand und der Begründer der Macht der Familie Visconti in Mailand und der Lombardei.

## Leben
Ottone Visconti war ein Großonkel Matteo I. Viscontis und daher wohl ein Sohn Uberto Viscontis († 1249). Seine kirchliche Karriere begann er als Assistent des päpstlichen Legaten und Kardinals Ottaviano Ubaldini. Im Jahr 1260 war er Podestà von Novara. Zwei Jahre später, am 22. Juli 1262, ernannte ihn Papst Urban IV. zum Erzbischof von Mailand, um die Stellung Roms gegenüber der Mailänder Kirche und der Familie della Torre (Torriani) zu stärken, die als Anführer der Volkspartei, der Popolaren, zu dieser Zeit die Stadt kontrollierten. Martino della Torre, der seit 1256 faktisch Herr der Stadt war, widersetzte sich der Ernennung und verbannte Ottone, so dass dieser das Erzbistum 15 Jahre lang nicht übernehmen konnte. Mit Hilfe der in Opposition zu den Torriani stehenden Adelspartei gelang ihm im Jahr 1277 in der Schlacht bei Desio der entscheidende Sieg über Napoleone della Torre, der es ihm ermöglichte, nicht nur seine Diözese in Besitz zu nehmen, sondern auch die Herrschaft über die Stadt zu erlangen.
Im Jahr 1287 ließ er Matteo Visconti zum Capitano del Popolo ernennen, der 1291 zum Stadtherrn Mailands wurde. Ottone zog sich in das Kloster Chiaravalle Milanese zurück, wo er am 8. August 1295 starb.

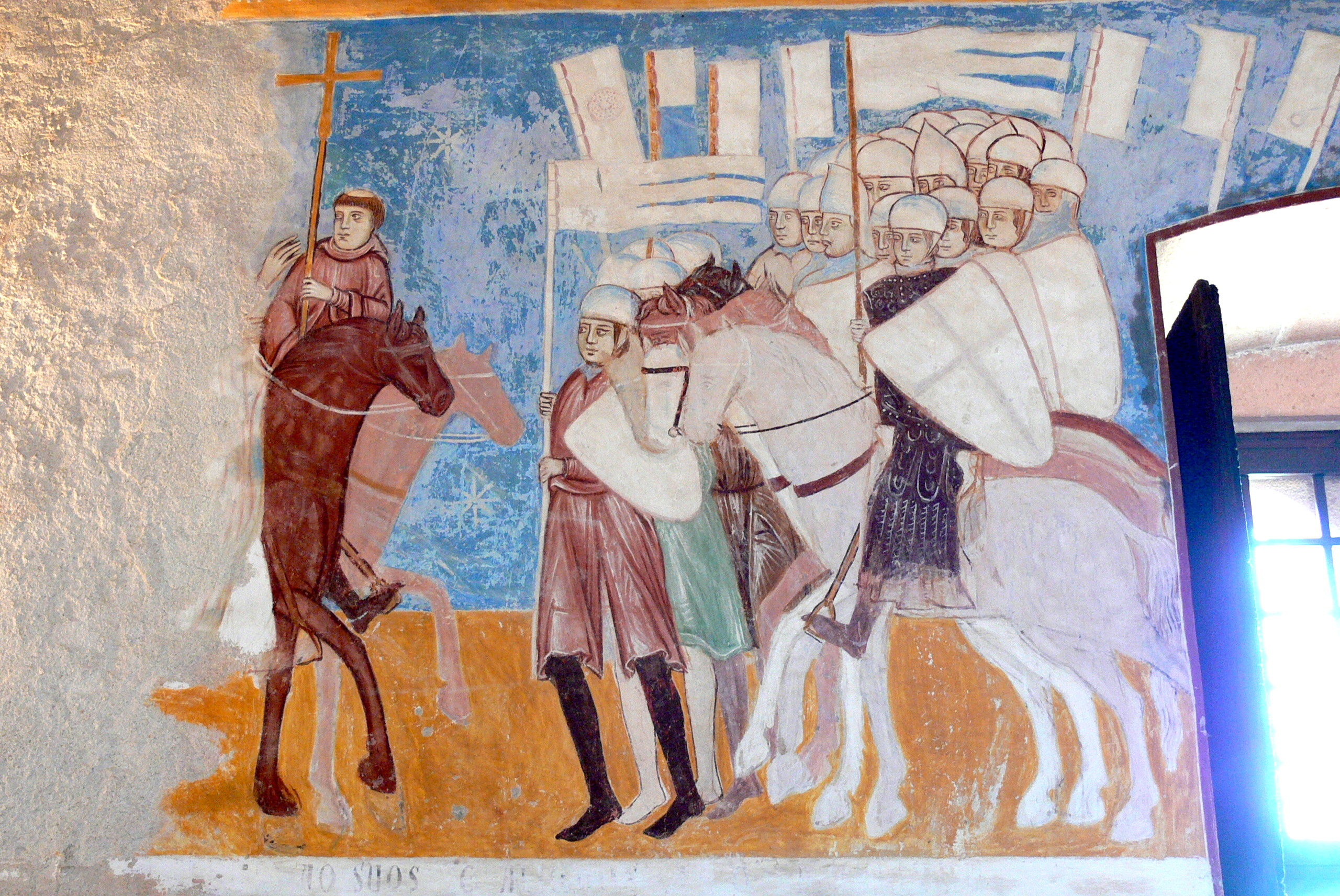
Erzbischof Otto Visconti und seine Armee im Jahr 1277, Ausschnitt aus einem Fresko im Gerichtssaal der Burg Angera
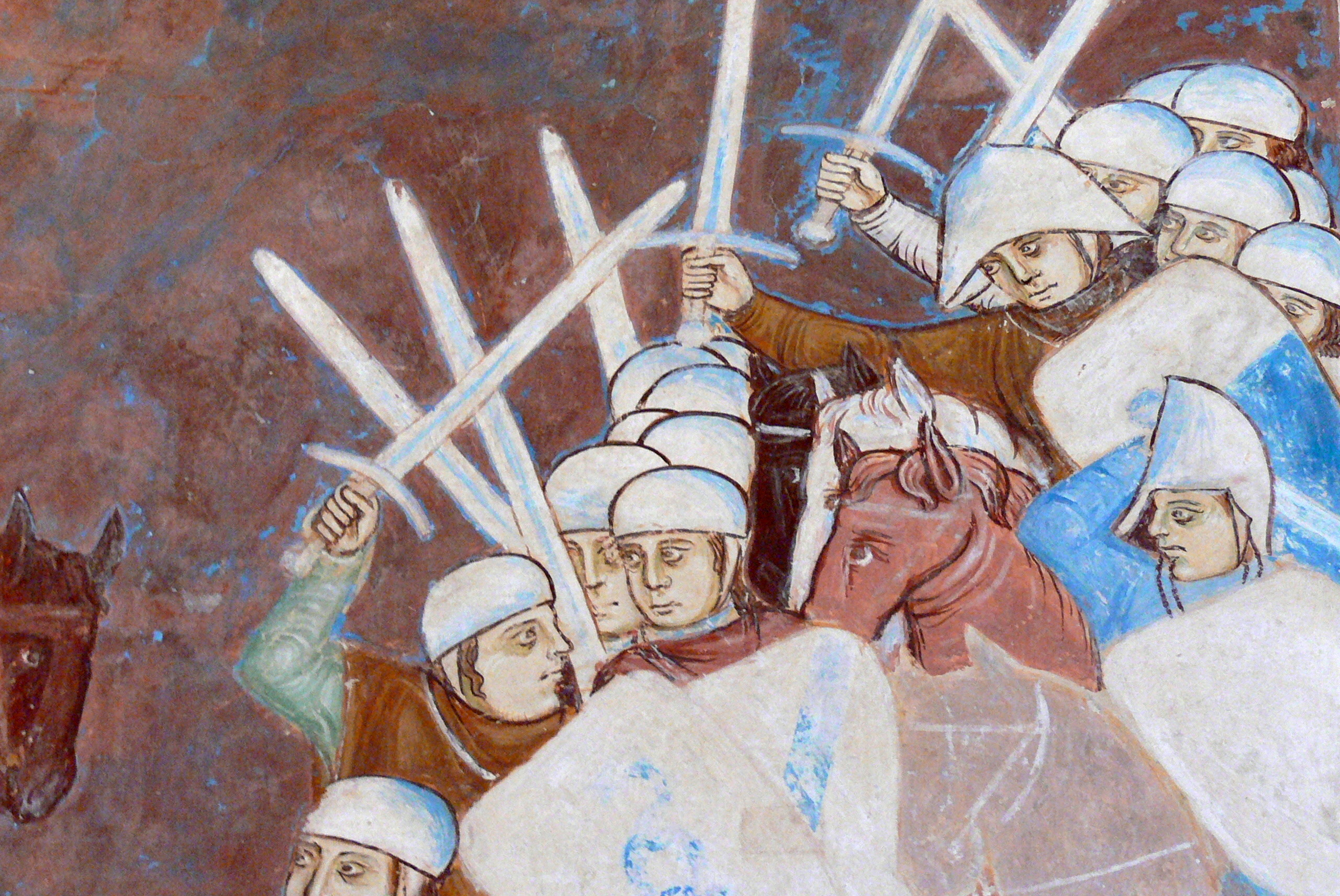
Die Schlacht von Desio, Ausschnitt aus einem Fresko im Gerichtssaal der Burg Angera
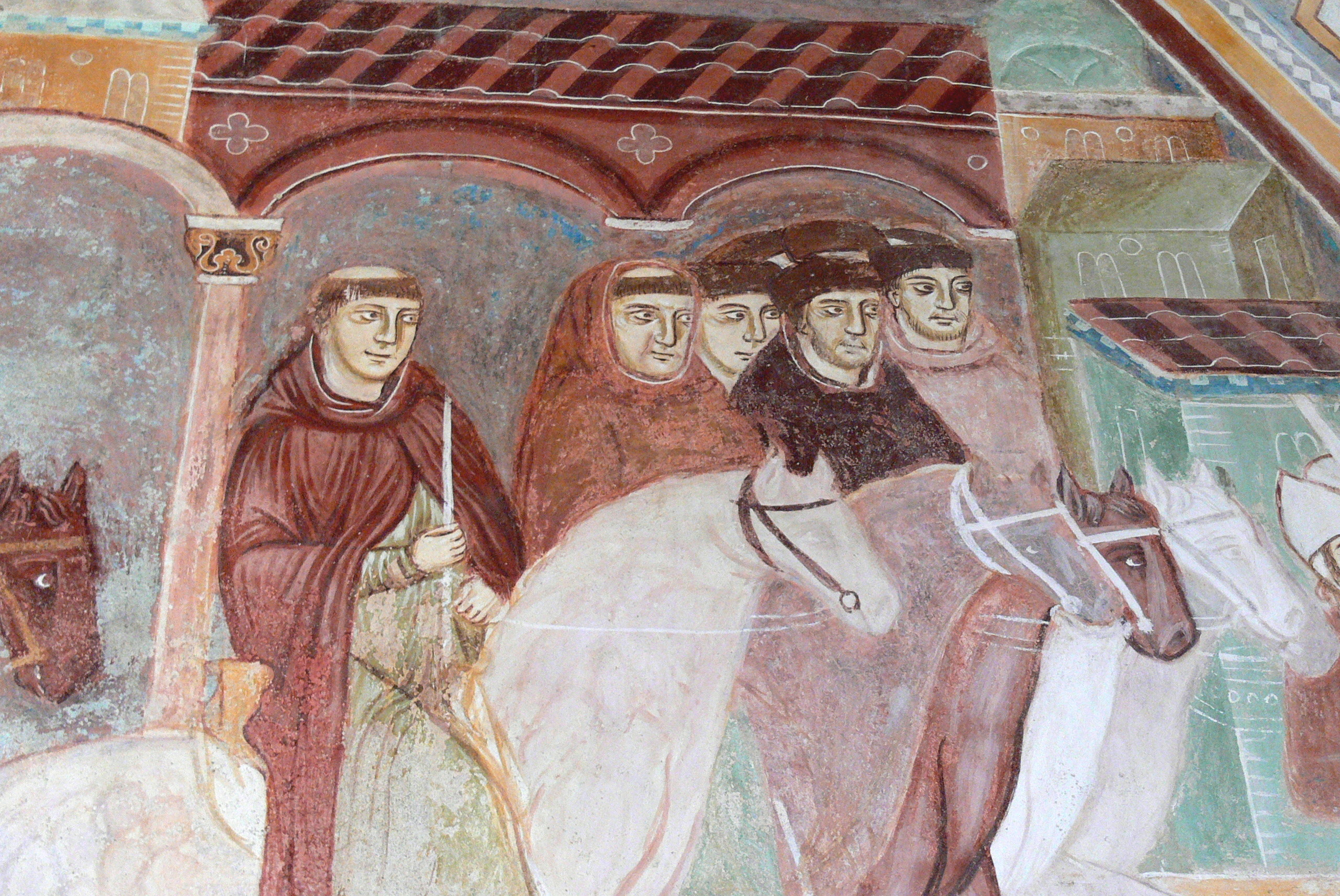
Ottone Visconti kehrt nach Mailand zurück, Ausschnitt aus einem Fresko im Gerichtssaal der Burg Angera